# Giewont
Giewont je horský masiv v polských Západních Tatrách dlouhý 2,7 km. Jeho hlavní vrchol Wielki Giewont má nadmořskou výšku 1895 m je nejvyšším vrcholem v polské části pohoří. Kromě Wielkého Giewontu jsou součástí masivu i méně výrazné vrcholy Mały Giewont 1728 m a Długi Giewont 1867 m.
Giewont je pro svou typickou siluetu považován za jeden ze symbolů Polska, díky čemuž někdy bývá přirovnáván k slovenskému Kriváni. Vrch je oblíbeným turistickým cílem.

## Galerie

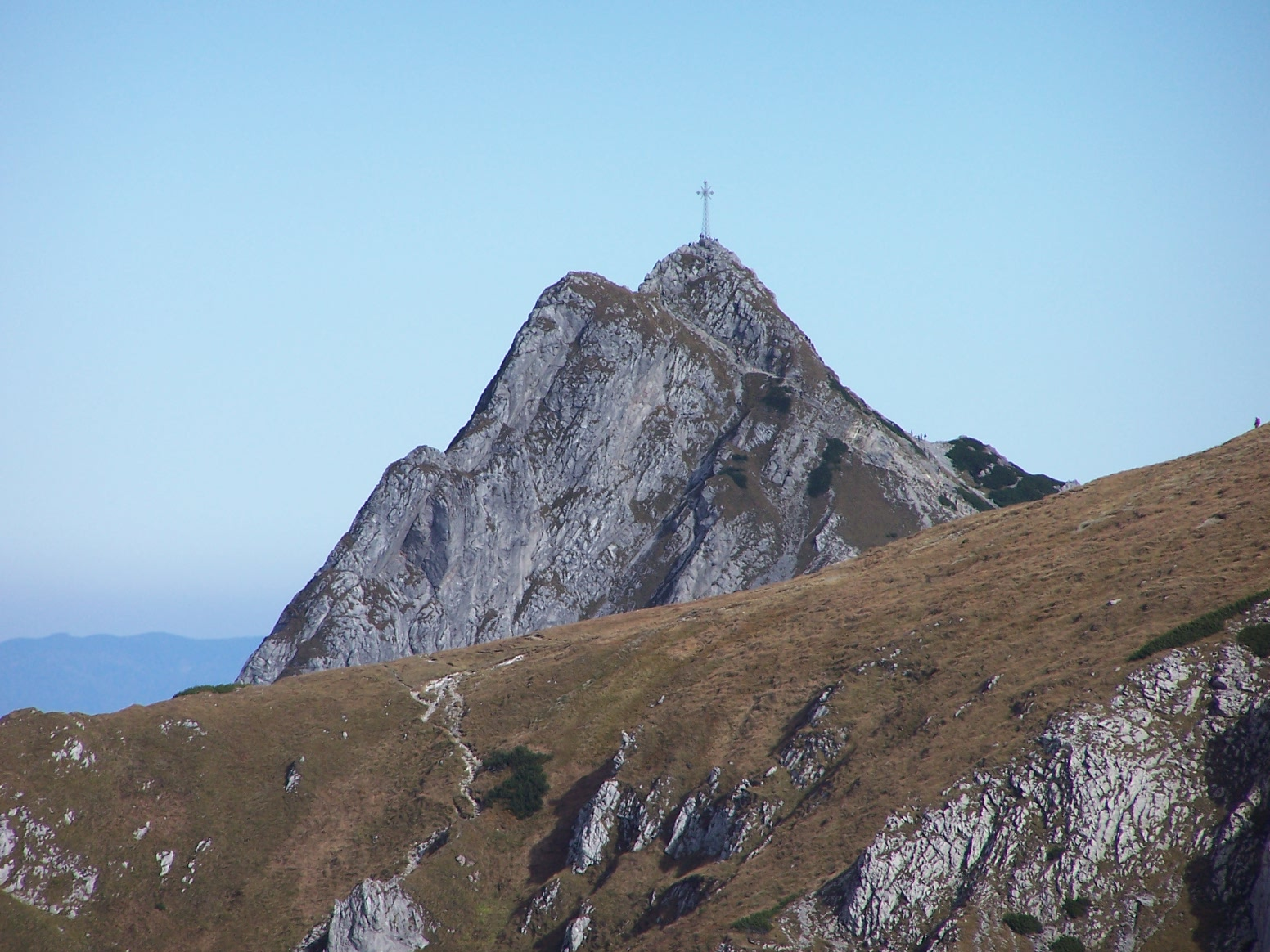
Hlavní vrchol
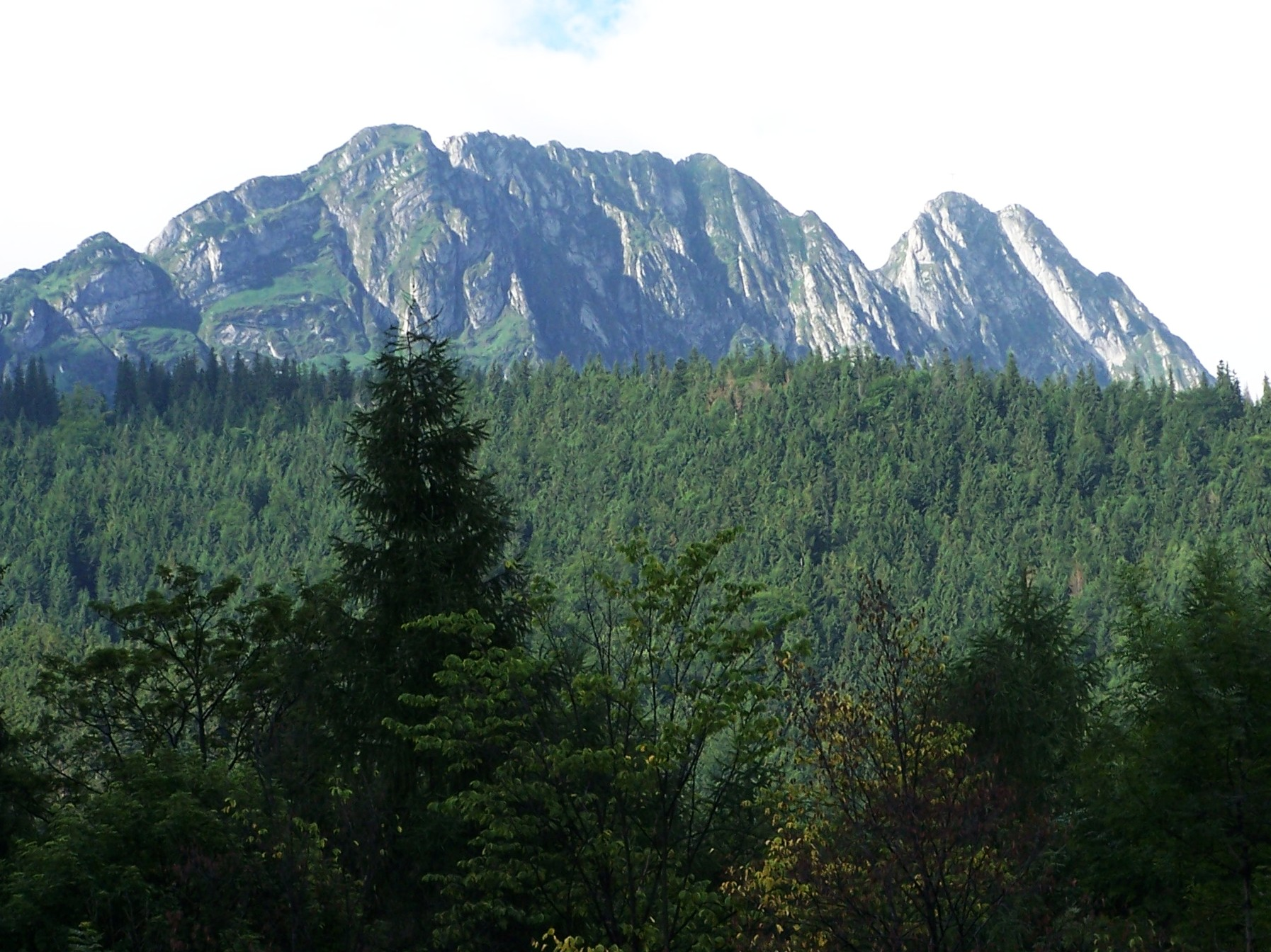
Pohled na masív ze Zakopaného
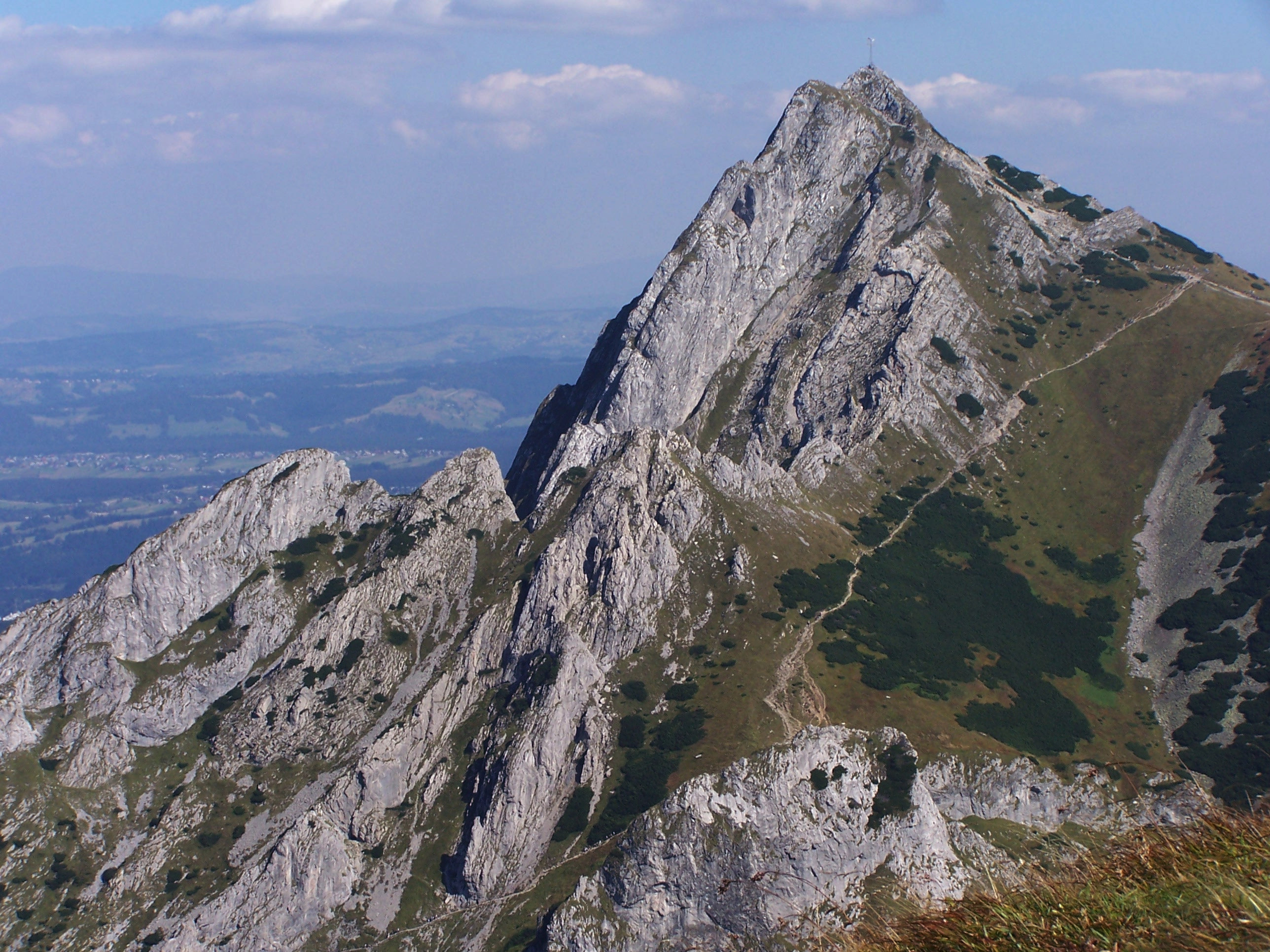
Giewont ze západu
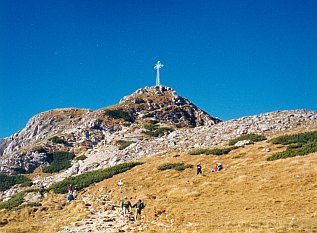
Vrchol s křížem
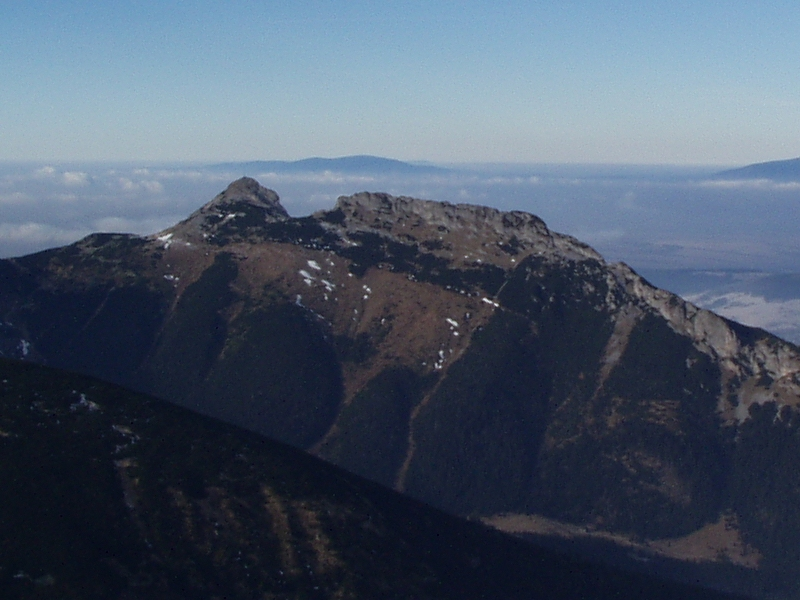
Giewont z jihu
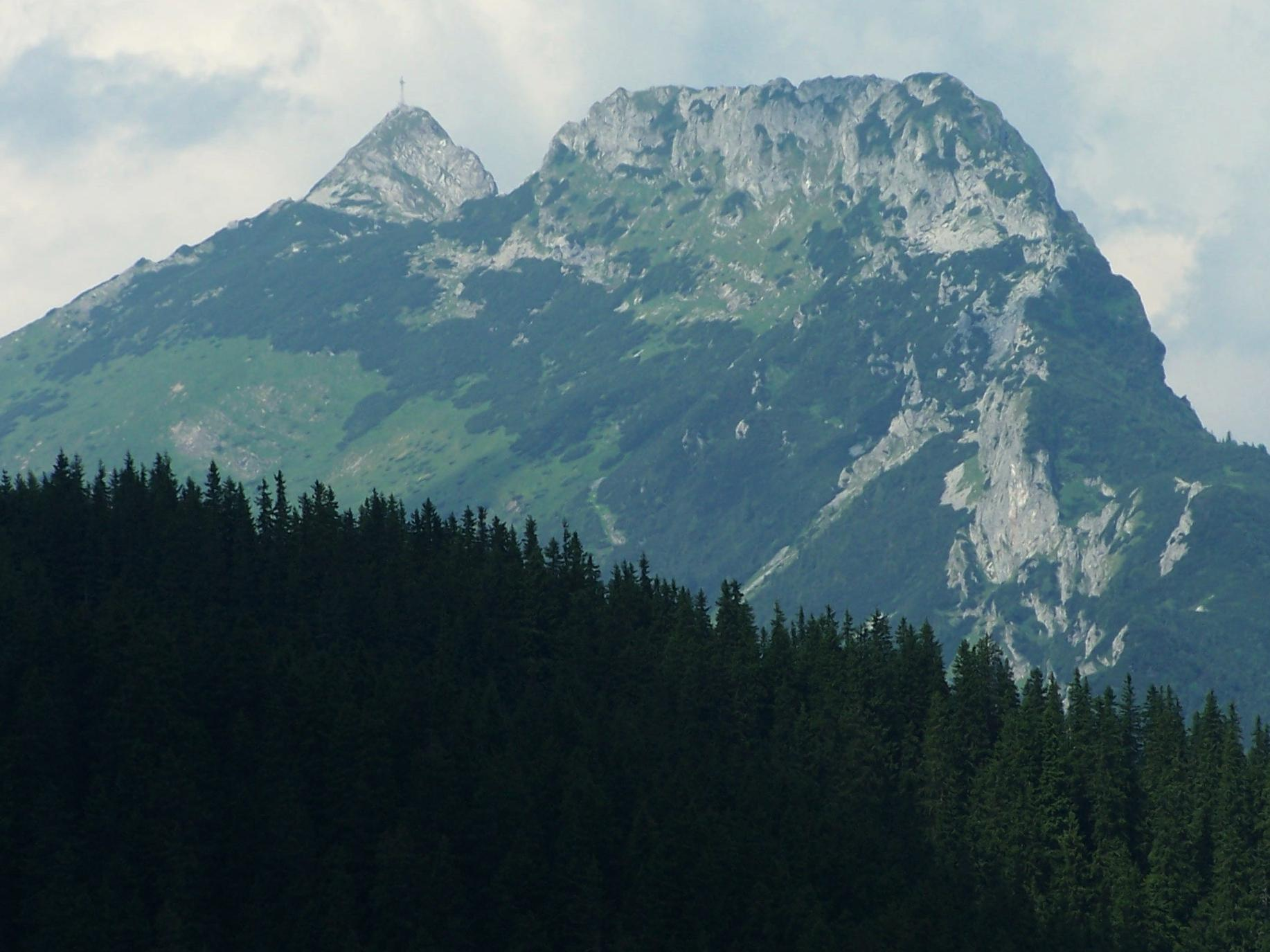
Giewont z Kasprova vrchu
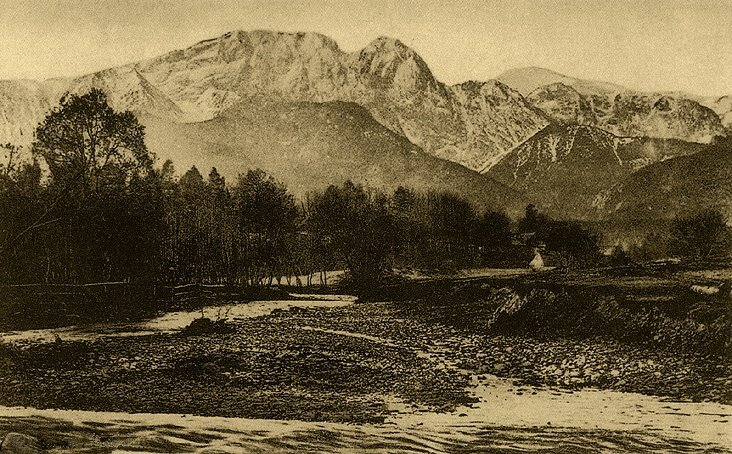
Giewont na staré pohlednici